# Friedrich Wieseler
Friedrich Wieseler (Celle, 19 ottobre 1811 – Gottinga, 3 dicembre 1892) è stato un filologo classico e archeologo tedesco.

## Biografia
Figlio di un pastore protestante, alla morte dei genitori, avvenuta nel 1819, si prese cura di lui un prozio dal lato materno fratello del poeta Ludwig Christoph Heinrich Hölty e a sua volta pastore. Frequentò il liceo a Salzwedel e conseguì la maturità a Gottinga. Originario di una famiglia di teologi era destinato allo studio della teologia, entrò infatti nel centro di formazione presso il convento di Luccum dove rimase un solo anno.
Trasferitosi all'università di Gottinga proseguì gli studi di lingue orientali ma poco dopo si concentrò esclusivamente sullo studio della filologia classica sotto la guida di Karl Otfried Müller (1797-1840)
Successivamente, fu studioso privato a Berlino, dove frequentò le letture di August Boeckh (1785-1867). Nel 1837 conseguì il dottorato presso l'Università di Jena, diventando poi professore associato a Gottinga (1842). Sempre a Gottinga fu supervisore delle collezioni archeologiche e numismatiche, carica che dal 1843 divise con Karl Friedrich Hermann, successore di Müller.
Il 15 dicembre 1853 divenne membro dell'Accademia delle Scienze di Torino.
Nel 1854 diventò professore ordinario e dal 1869 fu membro dell'Accademia delle Scienze di Gottinga.

## Opere principali
Wieseler è stato autore di opere ben illustrate sul teatro greco e romano, nonché documenti che coinvolgono personaggi della mitologia classica. Nel campo dell'archeologia, pubblicò Denkmäler der alten Kunst ("Monumenti d'arte antica").
- Ueber die Thymele des Griechischen theaters: eine archäologische Abhandlung, 1847.
- Theatergebäude und Denkmäler des Bühnenwesens bei den Griechen und Römern, 1851.
- Narkissos; eine kunstmythologische abhandlung nebst einem anhang über die narcissen und ihre beziehung im leben, mythos und cultus der Griechen, 1856.
- Phaethon. Eine archäologische Abhandlung, 1857.
- Observationes in Theogoniam Hesiodeam, 1863.
- Ueber den delphischen Dreifuss, 1871.
- Scenische und kritische bemerkungen zu Euripides' Kyklops, 1881.
- Novae schedae criticae in Aristophanis Aves, 1882.